# Romance in the House
Romance in the House (가족X멜로?, Gajok X melloLR; lett. "Famiglia X melodramma") è una serie televisiva sudcoreana trasmessa su JTBC dal 10 agosto al 15 settembre 2024. In lingua italiana è disponibile su Netflix.

## Trama
Undici anni dopo essere andato in bancarotta e aver divorziato, Byeon Moo-jin ricompare davanti all'ex moglie Geum Ae-yeon e ai figli Hyeon-jae e Mi-rae come multimiliardario.

## Personaggi e interpreti
- Byeon Moo-jin, interpretato da Ji Jin-hee
- Geum Ae-yeon, interpretata da Kim Ji-soo
- Byeon Mi-rae, interpretata da Son Na-eun
- Nam Tae-pyeong, interpretato da Choi Min-ho
- Byeon Hyeon-jae, interpretato da Yoon San-ha